# Царын-Зельмень
Царын-Зельмень (также балка Каменная) — река в Сарпинском районе Калмыкии. Берёт начало в балке Ункрюк к востоку от села Обильное, впадает в озеро Батыр-Мала. Длина реки составляет 25,8 км, площадь водосборного бассейна 205 км², объём годового стока — 4,52 млн м³.
Относится к бессточной области Западно-Каспийского бассейнового округа.
Питание, как и других малых рек бессточной области, почти исключительно снеговое. Основная роль в формировании стока принадлежит осадкам, выпадающим в холодную часть года. Вследствие значительного испарения роль дождевого питания невелика. Большая часть стока приходится на кратковременное весеннее половодье